# Associació de Futbol de Tuvalu
L'Associació de Futbol de Tuvalu, també coneguda per les sigles TIFA (en anglès: Tuvalu Islands Football Association) és l'òrgan de govern del futbol a les illes Tuvalu. Va ser creada l'any 1976 i, des de 2006, és membre associat de la Confederació de Futbol d'Oceania (OFC).
L'any 2016, la TIFA va afiliar-se a la Confederació d'Associacions de Futbol Independents (ConIFA).
La TIFA és la responsable de l'organització del futbol de totes les categories i, especialment, de la Selecció de futbol de Tuvalu.
A principis de 2020, els principals objectius de la TIFA són: ser acceptats com a membres de ple dret de l'OFC i ser admesos com a membres integrants de la Federació Internacional de Futbol Associació (FIFA).